# تارانتولای پین کت
تارانتولای پین کت (نام علمی: Avicularia avicularia) نام یک گونه از تیره رتیل است.